# Fight
Fight war eine US-amerikanische Metal-Band. Sie wurde von Rob Halford zusammengestellt, nachdem er seine vorige Band Judas Priest 1992 verlassen hatte.

## Geschichte
Halford gründete die Band zusammen mit Judas-Priest-Schlagzeuger Scott Travis, wenngleich letzterer weiter für Judas Priest aktiv war. 1993 ging die Band ins Studio und nahm ihr Debüt War of Words auf. Der Klang unterschied sich deutlich von Judas Priest und war an Bands wie Pantera angelehnt, die man später auch unter dem Begriff Groove Metal zusammenfasste. 1994 folgte Mutations, eine EP mit Live-Stücken und Remixes. Auf dem zweiten Studioalbum wurde Gitarrist Russ Parrish durch Mark Chaussee ersetzt. Halford löste die Gruppe 1996 auf und widmete sich seinem nächsten Projekt, 2wo, das von Trent Reznor produziert wurde.

## Diskografie
- 1993: War of Words
- 1994: Mutations (Kompilation)
- 1995: A Small Deadly Space
- 2007: K5 – The War of Words Demos (Kompilation)
- 2007: War of Words – The Film
- 2008: Into the Pit (Box-Set)